# Chironomus rufovittatus
Chironomus rufovittatus är en tvåvingeart som först beskrevs av Rasmus Carl Staeger 1839.  Chironomus rufovittatus ingår i släktet Chironomus och familjen fjädermyggor.
Artens utbredningsområde är Danmark. Inga underarter finns listade i Catalogue of Life.